# 6 Heures des Routes Pavées

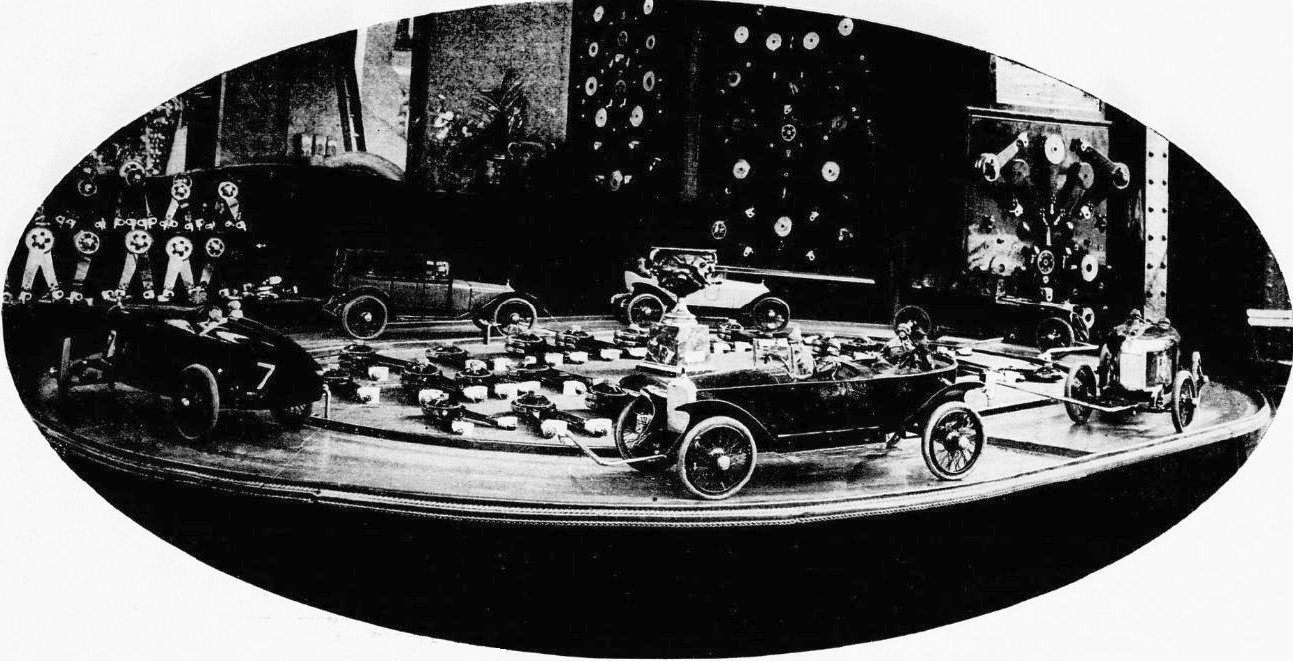
Reconstitution du Circuit des Routes Pavées au salon de l'automobile de Paris en 1923.

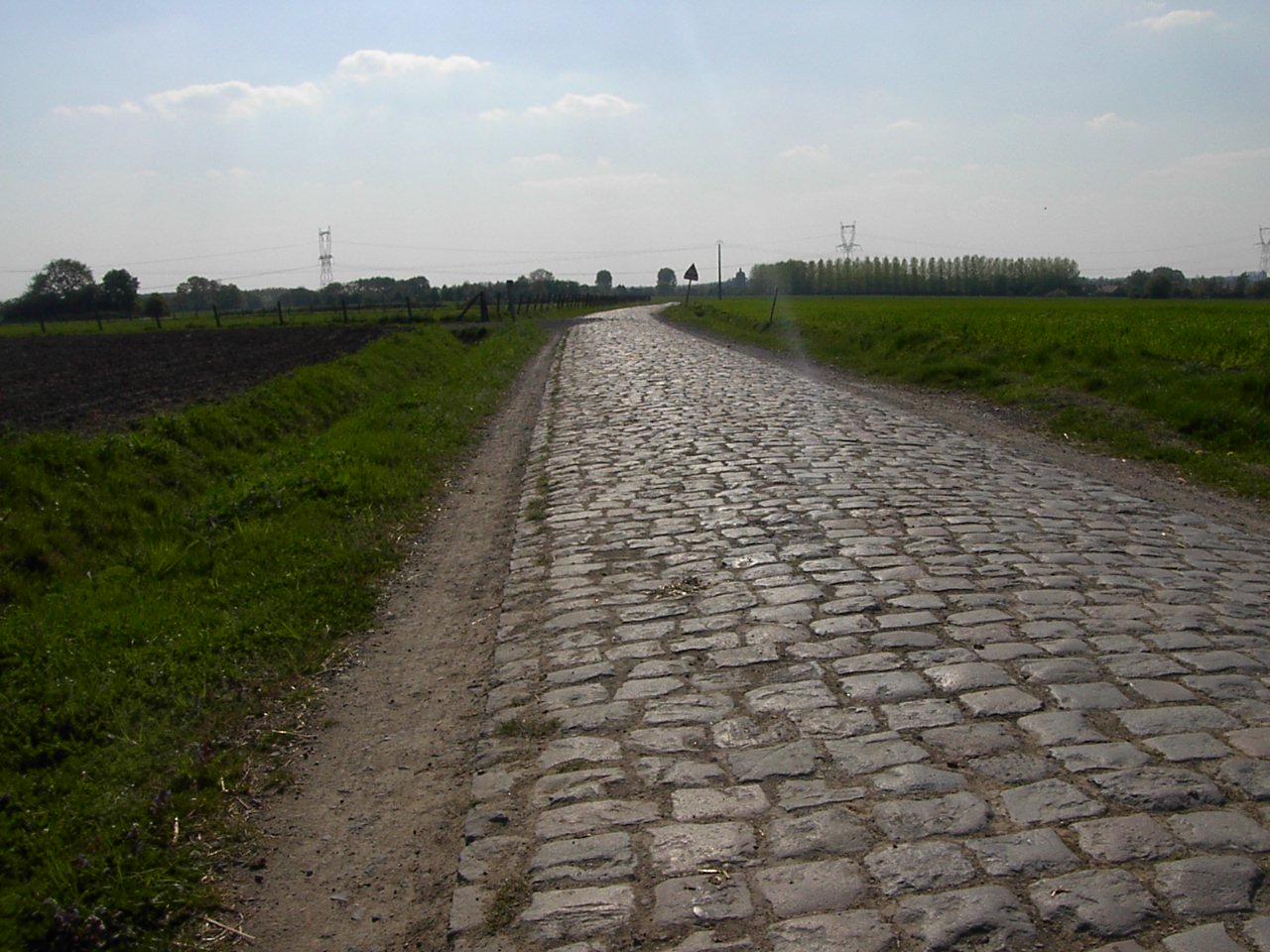
Un secteur pavé à Bersée, encore intact.

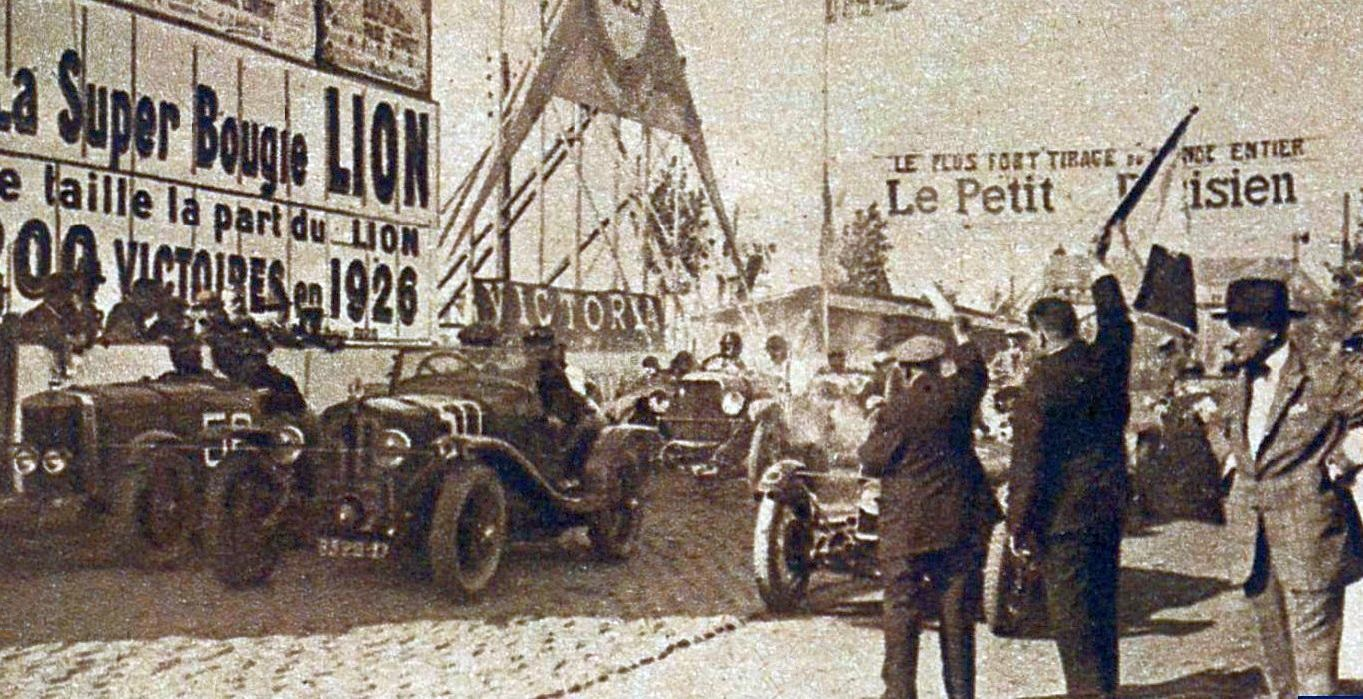
Le départ en septembre 1926.

Les 6 Heures des Routes Pavées (ou Circuit automobile des Routes Pavées du nom même du trajet routier emprunté, appelé le plus souvent Circuit des Routes Pavées) étaient une ancienne épreuve d'endurance pour voitures de sport organisée durant les années 1920 à Pont-à-Marcq dans le département du Nord (à mi-chemin entre Lille et Douai), par le Club National d'Encouragement au Sport, l'Automobile Club du Nord et le Moto-Club du Nord (de la France), avec le concours du journal « L'Auto », durant un week-end de la deuxième quinzaine du mois de septembre.

## Histoire
Le circuit routier Pont-à-Marcq-Bersée-Cappelle-en-Pévèle (passant également par la commune de Mérignies-, situé à quelques kilomètres au sud-est de Lille dans les Flandres françaises,  avait une longueur de 13 kilomètres, et une forme grossièrement triangulaire avec une pointe sud à Bersée. Les stands de ravitaillement étaient situés à l'entrée du virage de Pont-à-Marcq. Il offrait la particularité d'une route exclusivement composée de pavés en granit, avec une multitude de fondrières piégeuses tout le long du trajet. De plus, les organisateurs avaient placé régulièrement des bandes de cailloux d'environ 25 centimètres de hauteur recouverts d'argile ou de terre battue comme ralentisseurs, sur lesquels venaient rebondir les véhicules (ceux-ci étant supprimés lors des dernières éditions). La distance était parcourue dans le sens anti-horaire et le virage le plus aigu, à Pont-à-Marcq même, était le lieu de fréquents accidents. Le vainqueur se voyait remettre la Coupe Dubonnet (ou Coupe Plateau); étaient également  attribuées la Coupe Hector Franchomme (du nom du Président de l'Automobile Club du Nord, ou Coupe d'Excellence qui récompensait le vainqueur d'un classement par handicap de toutes les catégories), ainsi que les Coupes du Petit Parisien (de Régularité), André Huet, Crespel, et celle dite "des Amortisseurs". En effet pneumatiques et amortisseurs étaient ici particulièrement sollicités tous les ans, avec un bénéfice publicitaire national non négligeable. 
Lors de la première édition de l'épreuve en 1922 (un an avant les 24 Heures du Mans), la course était à handicap. Selon leur classe, les voitures devaient parcourir de 16 à 31 fois le tour du circuit, dans un temps maximal imparti. Les 37 pilotes encore en course arrivèrent hors délais car il pleuvait très fort. Bien qu'ayant passé le premier la ligne d'arrivée, André Lagache (futur lauréat au Mans) ne fut pas déclaré vainqueur avec sa Chenard-Walcker 3,0 l, Maurice Béquet étant arrivé deuxième sur Peugeot 18CV. Une épreuve finale (un sprint sur 500 mètres) fut alors décidée : deux vainqueurs ex æquo en résultèrent finalement.
En 1926, 30 tours étaient à parcourir pour tous, soit 507 kilomètres (pour une quarantaine d'équipages, plus de la moitié ralliant le terme).
Des pilotes connus ou non participent à l'épreuve : Michel Doré en 1926, Rehurotte sur Harley-Davidson en 1928, Galeriel sur Arier en 1929 .
De 1923 à 1930, une épreuve pour motocyclettes fut également organisée, dite Meeting des Routes Pavées.
En 1931, un départ "type Le Mans" fut organisé. La veille, Bremond sur Mathis 17CV avait remporté une nouvelle course de 4 heures instaurée en 1929, le Critérium International de Voitures de Séries, voulu par l'ACF du Nord pour retrouver l'esprit de régularité à points qui avait été décidé pour la première édition. La voiture d'Émile Cornil qui venait de refaire un plein d'essence prit feu à la fin du deuxième tour à la suite d'une collision avec Édouard Brisson et le pilote ainsi qu'un spectateur finirent à l'hôpital de Lille, Cornil décédant de ses brûlures le lundi suivant. Quatre minutes avant la fin de l'épreuve, l'Alfa Romeo 6C 1750 de Domenico Corsini partit dans la foule lors d'un dépassement à Cappelle: dix personnes partirent également à l'hôpital et, deux frères de 6 ans et 10 ans, Louis  et Maurice RACHEZ furent tués. Au total treize individus furent hospitalisés, et les divers évènements qui émaillèrent cette funeste course entraînèrent sa fin définitive, après dix années d'existence. Le préfet du Nord interdit alors toute course automobile sur les routes autour de Lille. L'interdiction ne fut levée qu'en 1946.
Des secteurs du circuits conservés pavés sont toujours empruntés de nos jours par la course Paris-Roubaix.

## Palmarès

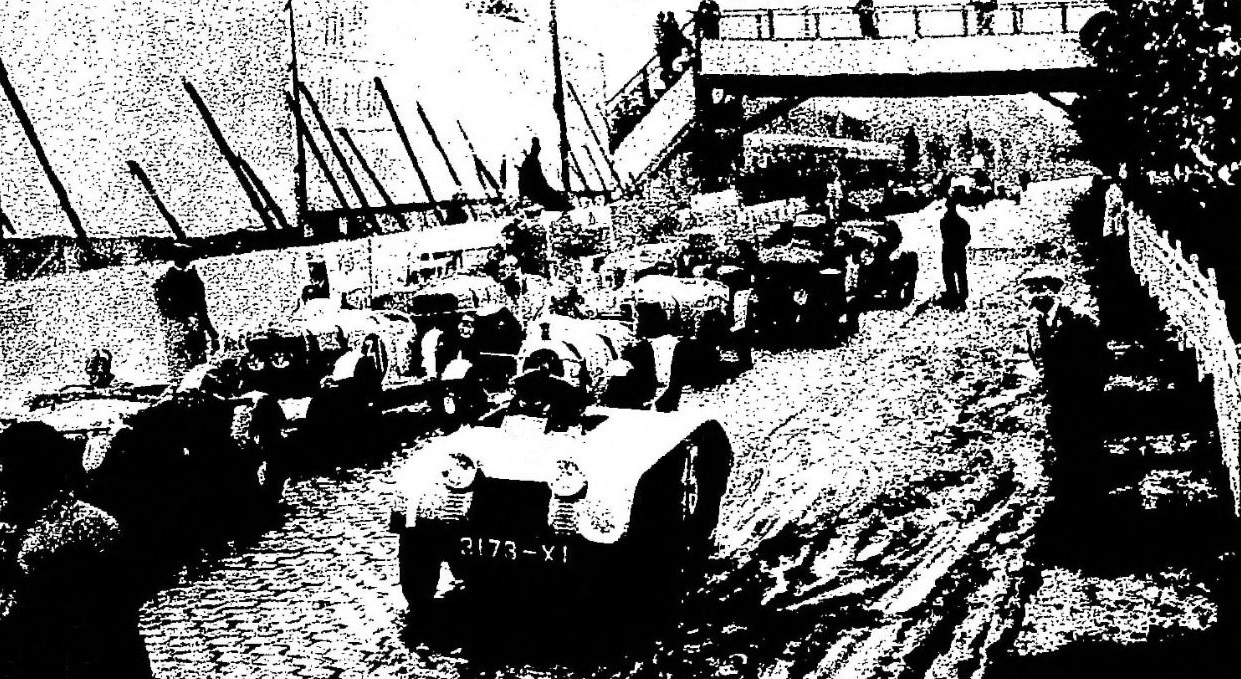
Le circuit des routes pavées….

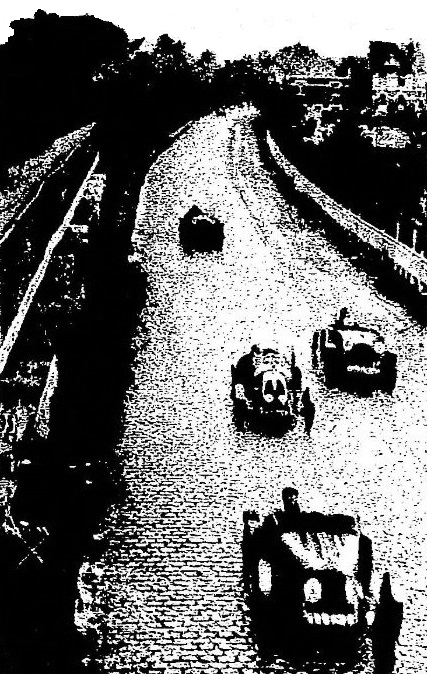
… en 1927.

| Année | Vainqueur(s)                  | Voiture(s)               |
| ----- | ----------------------------- | ------------------------ |
| 1922  | André Boillot André Cabaillot | Peugeot                  |
| 1923  | Maurice Rost                  | Georges Irat 2,0 l       |
| 1924  | Robert Sénéchal               | Chenard-Walcker 3,0 l    |
| 1925  | Maurice Rost                  | Georges Irat 2,0 l       |
| 1926  | Nicolas Caërels               | Excelsior 5,3 l          |
| 1927  | Maurice Rost                  | Georges Irat 2,0 l       |
| 1928  | Boris Ivanowski               | Alfa Romeo 6C 1500 SS    |
| 1929  | Goffredo Zehender             | Alfa Romeo 6C 1750       |
| 1930  | Louis Joly                    | Bugatti Type 37 1,5 l    |
| 1931  | Goffredo Zehender             | Alfa Romeo 6C 1750 Sport |

## Critérium International de Voitures de Séries

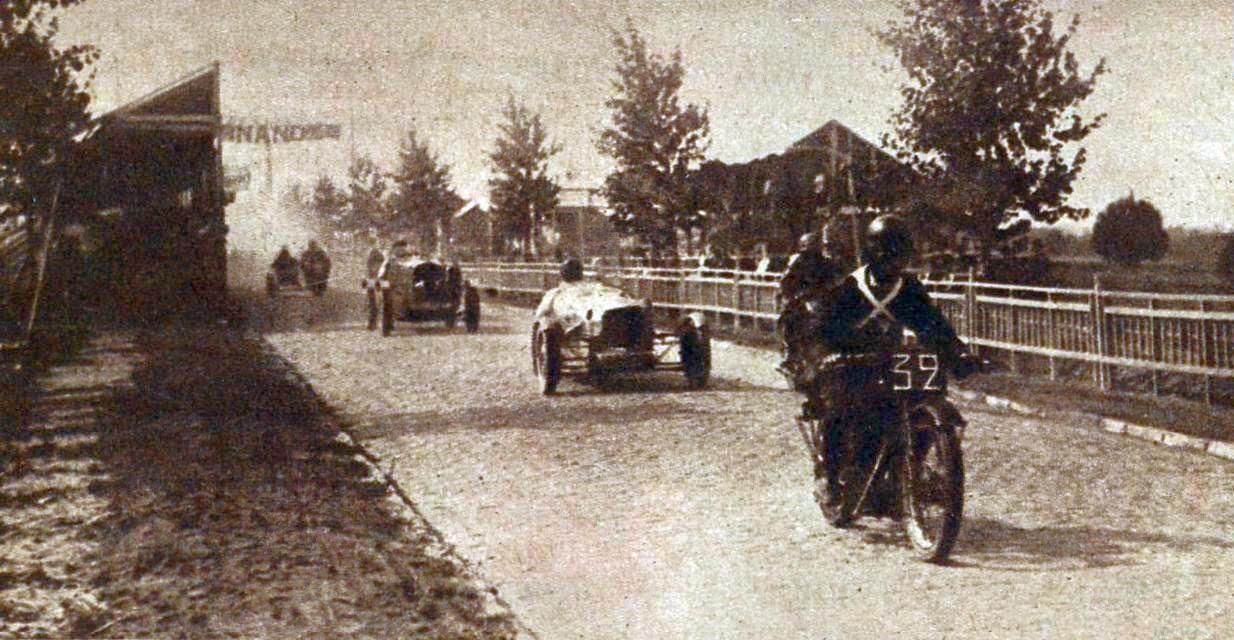
Le départ des Routes Pavées en 1928.

- 1927 : Michel Doré (moteur 1,5 l, également vainqueur de la Coupe Franchomme)[5]
- 1929 : Michel Doré (sur Chenard-Walcker 9 CV)
- 1930 : Robert Sénéchal (sur Delage 23 CV)
- 1931 : Bremond (sur Mathis 17 CV)

## Remarque
- En 1946 un Grand Prix, unique, dit Circuit des Trois Villes, fut organisé entre Lille, Roubaix et Tourcoing, par l'AC du Nord. Il fut remporté par Raymond Sommer et Henri Louveau, sur une Maserati 8CL engagée par ce dernier.